# 新西伯利亚仪器制造厂
新西伯利亚仪器制造厂（俄语：Новосибирский приборостроительный завод，英语:The Novosibirsk Instrument-Building Plant ，缩写为Нпз）是苏联和俄罗斯家光学仪器设备企业。具有强大的光学科学技术能力专门从事高精度激光、光电子和光机械设备的设计和生产。公司的专家参与了大部分苏联及俄罗斯光学和光电瞄准具、火控系统、监视侦察设备的开发和研制，在这些领域积累了丰富的理论和实践经验。可生产第二代和第三代图像增强管、可编程微处理器、带有光电信息处理系统的电视和热成像设备。

## 历史[1][2]
该公司的历史可以追溯至1910年德国光学公司卡尔蔡司和CP Goerz在里加开设的一家分公司所有工厂都很小，主要是国外零部件和光学玻璃的组装厂。第一次世界大战期间，1915 年7 月，里加工厂撤离到彼得格勒，并于次年合并为一家企业——国有GAU光学工厂。然后，1918年3月，工厂转移到沃罗涅日，1927年春，企业搬迁至莫斯科区帕夫辛斯基乡班基村（即未来的克拉斯诺戈尔斯克）。1927年，该企业更名为“«Павшинский завод точной механики № 19»巴甫辛斯基精密机械第19厂”，1933年重新编号为第69厂。1936年12月，该厂并入新组建的国防工业人民委员部（NKOP）。两年后移交给内务人民委员部，成为“内务人民委员部特别工厂”。从企业成立的第一年起，就确定了其主要专业领域 - 为地面部队配备瞄准和观察设备。1939年，内务人民委员部特别工厂归还内务人民委员部，并归还第69特种工厂名称。
第69特种工厂从莫斯科州克拉斯诺戈尔斯克撤至新西伯利亚。1941 年 10 月至 11 月，在德国飞机的轰炸下，工厂在极其仓促和困难的条件下搬迁，工厂新址地点选址不合适，由于许多工厂工人奔赴前线，由女性和青少年取代进行劳作，在十分艰苦的条件下组织恢复生产。
战争迫使工程技术人员的全部精力都转向了前线所需产品的研制开发。该工厂开始为所有火炮和坦克提供光学器件。生产了用于火炮侦察和火炮火力修正的观察装置（BST立体管（AST）、迫击炮瞄准具（MP-41、MPM-44）、坦克瞄准具（PT-1、PT-4、PTK-5、TMF、TMFD、 TSh）、火炮瞄准具（PG）、火控装置瞄准具（ZVV、ZVG）以及用于装备防空炮组的全系列立体测距仪（DYA、DYA-1、DYA-4、DYA-6、ZD） ）。该工厂不仅制造了光学武器，而且还设法组织了军队所需PPsh冲锋枪零部件的生产。
20世纪70年代初，新西伯利亚仪器制造厂基础上成立了专门研究光学精密仪器的中央设计局（TsKB“Tochpribor”），随后成立了西伯利亚光学系统研究所（научно-исследовательский институт оптических систем (СНИИОС)。

## 法律变更[5]
根据2008年11月21日俄罗斯联邦政府第873号法令和俄罗斯国家技术公司的命令，该公司于2009年并入光学系统和技术控股公司（现为Shvabe控股公司）。

## 主要生产领域
- 自行火炮和装甲车制导和火控系统的生产；
- 装甲车监视和驱动装置的生产；
- 生产用于移动侦察观测点的全天侦察综合体，包括热成像和电视；
- 生产适用于各类轻武器、地面火炮和榴弹发射器的日间、夜间、组合和热成像瞄准具；
- 高孔径镜头双目观察装置的生产；
- 生产激光射击和破坏模拟器；
- 电光转换器的生产；
- 工业用高精度仪器仪表制造；
- 为业余和半专业制造天文望远镜。

## 产品[6]

### 军用观测设备
- 1G46（炮手瞄准镜）
- 1P-22（火炮火控系统）
- 1PN61（驾驶员夜视仪）
- 1PN71（驾驶员夜视仪）
- 2E36-4（稳定器）
- 2E36-5（稳定器）
- 2E42-4（稳定器）
- BPK2-42（瞄准镜）
- KVK10-T（防空瞄准镜）
- PG-2（火炮火控系统）
- Sosna-U（炮手瞄准镜）
- T01-K04（车长瞄准系统）
- TKN-1SM（指挥官视觉装置）
- TKN-3M（车长瞄准系统）
- TKN-3MK（车长瞄准系统）
- TKN-3VM（车长瞄准系统）
- TKN-4S（车长瞄准系统）
- TNA-4（导航设备）
- TPD-K1（炮手瞄准镜）
- TVK（驾驶员视觉装置）
- TVK-1（驾驶员视觉装置）
- TVK-2（驾驶员视觉装置）
- TVK-3（驾驶员视觉装置）
- TVM-1（热像仪）
- Vesna-K（炮手瞄准镜）

### 民用观测设备[7]
- 日间光学
  - 激光测距仪LDM3
  - 激光测距仪LDM-2VK
  - 小型激光测距仪LDM-2
  - 双目观察装置PNB-1
  - 双目观察装置PNB-2
  - 双目观察装置PNB-3
  - 万能棱镜单筒UM8-2  夜间光学
  - 伪双目夜视仪PNN14M
  - 伪双目夜视仪PN-14K
  - 夜视双目PN-20K
  - 夜视双筒望远镜 PN-11K
  - 单筒夜视仪 PN21K
  - 单筒夜视仪 PN21KL
  - 夜视单筒 PN-21K-3 x
  - 夜视单筒 PN-16K-1 x
  - 夜视单筒 PN-16K-3 x
  - 模块化夜间观测装置MPN-8KM
  - 远程监控装置PDN-KM
  - 双目夜视镜PN-9K
  - 夜视镜筒TZS-4
  - 数字脉冲电光转换器 EOP KAYMA  热成像产品
  - 热成像单目PT-2  望远镜
  - 折射望远镜TAL-200A
  - 复消色差望远镜TAL-150APO
  - 复消色差望远镜TAL-125-5 APOLAR
  - Klevtsov系统望远镜TAL-250K
  - Klevtsov系统TAL-200K折反射望远镜
  - 折射仪 TAL-125R
  - 验光仪 TAL-100RS (S)
  - 折射望远镜TAL-75R
  - 牛顿望远镜TAL-2
  - 望远镜TAL-1
  - 牛顿望远镜TAL-65
  - 牛顿系统望远镜TAL-150P
  - 牛顿系统望远镜TAL-150P8
  - Klevtsov系统望远镜TAL-150K
  - 验光仪 TAL-100R
  - 验光仪 TAL-100RM
  - TAL阿尔科望远镜
  - 望远镜纪念品 TAL-35  光机器件
  - 仪器显微镜 IMTsL100x50,A
  - 仪器显微镜 IMTsL150x75
  - 仪器显微镜 IMTsL200x75
  - 测量投影仪 PI-300CV
  - 测量投影仪 PI-600CV1
  - 光学象限KO-10
  - 光学象限KO-60
  - 光学分度头ODGE-5
  - 光学分度头ODGE-20
  - 自准直仪 AKU-0.2
  - 自准直仪 AKU-0.5
  - 自准直仪 AKU-1
  - 自准直仪 AKT-15
  - 自准直仪 AKT-60
  - 光具座 OSK-2TSL
  - 通用钢镜 SLN  光学仪器
  - 光学读取装置IZP-36BM
  - 已安装的光学设备 LUMEN-1
  - 显微镜光学离心机 TsO-2
  - 投影显微镜附件 NPM-2
  - 旋毛虫镜 TP-1

## 西方制裁[8]
美国指称，该公司拥有供应俄罗斯武器和军事装备的有效合同和协议，这些武器和军事装备没有俄罗斯同类产品，并且由单一制造商生产。这些活动助长了破坏乌克兰领土完整、主权和独立并进一步破坏乌克兰稳定的进程。以此实施制裁。